# Alaninol
Alaninol ist eine chemische Verbindung aus der Gruppe der chiralen 1,2-Aminoalkohole. Alaninol kann aus der Aminosäure Alanin gewonnen werden, weshalb es zumeist, wie auch Alanin, enantiomerenrein in der (S)-Konfiguration vorliegt. Das Enantiomer (R)-Alaninol und das racemische (RS)-Alaninol besitzen nur geringe Bedeutung.

## Gewinnung und Darstellung
(S)-Alaninol wird durch Reduktion von (S)-Alanin mit Lithiumaluminiumhydrid hergestellt. Ebenso ist ein Hydrierung an einem Ru/C-Katalysator möglich.

## Verwendung
(S)-Alaninol kann in der Synthese von enantiomerenreinen Oxazolin-Katalysatoren verwendet werden.